# Thống nhất Samoa

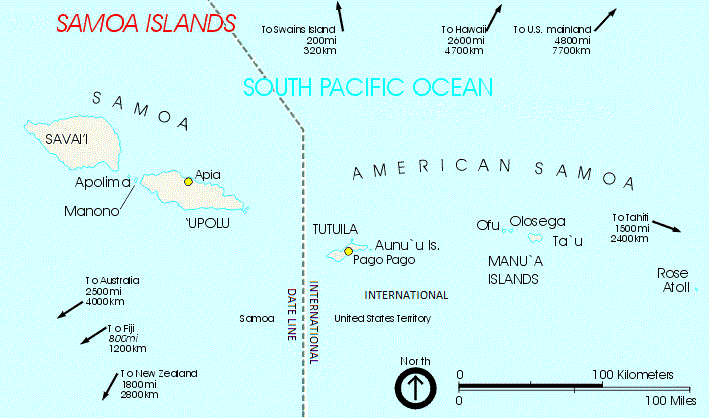
Quần đảo Samoa: Samoa ở phía tây và Samoa thuộc Mỹ ở phía đông.

Liên hiệp chính trị giữa hai lãnh thổ ở quần đảo Samoa là Samoa (một quốc gia độc lập, còn gọi là Tây Samoa) và Samoa thuộc Mỹ (một lãnh thổ của Hoa Kỳ, còn được gọi là Đông Samoa), đã được đề xuất kể từ khi tình trạng hiện tại của chúng được thiết lập vào nửa đầu thế kỷ 20, theo Công ước ba bên và thậm chí sớm hơn. Năm 1919, Tây Samoa bày tỏ mong muốn hợp nhất với Samoa thuộc Mỹ. Người Samoa ở cả Tây Samoa và Samoa thuộc Mỹ có chung sắc tộc và văn hóa, nhưng các hòn đảo của họ vẫn bị chia cắt về mặt chính trị. Các đảo phía tây được hợp nhất thành Lãnh thổ ủy thác Tây Samoa do Anh quản lý từ năm 1920–1946, và New Zealand quản lý từ năm 1946 đến năm 1962. Ủy ban Tư vấn Liên Samoa được thành lập năm 1955 để thúc đẩy hợp tác giữa hai bên. Richard Barrett Lowe, Thống đốc Samoa thuộc Mỹ nhiệm kỳ 1953–1956, cho biết Ủy ban đã quyết định rằng việc thống nhất với Tây Samoa sẽ không được thảo luận trong nhiệm kỳ của mình. Năm 1969, một ủy ban chính trị ở Samoa thuộc Mỹ bác bỏ đề xuất thống nhất với Tây Samoa.
Mức độ ủng hộ và phản đối sự thống nhất có khác nhau. Tuy nhiên, một số nhà lãnh đạo chính trị Tây Samoa đã lập luận ủng hộ việc thống nhất hoặc biến Tây Samoa trở thành Lãnh thổ ủy thác của Hoa Kỳ. Mặc dù cư dân Samoa thuộc Mỹ đậm bản sắc dân tộc Samoa, nhưng không có phong trào lớn nào của họ ủng hộ độc lập hoặc thống nhất với Tây Samoa.  Samoa thuộc Mỹ phản đối việc đổi tên chính thức của Tây Samoa thành "Samoa" vào năm 1997, lo ngại rằng điều đó sẽ ngụ ý rằng Tây Samoa có quyền đối với tất cả các đảo Samoa, bao gồm cả các đảo phía đông Samoa là một phần của Samoa thuộc Mỹ.